# Bauerus dubiaquercus
Bauerus dubiaquercus је врста слепог миша из породице вечерњака (лат. Vespertilionidae).

## Распрострањење
Ареал врсте покрива средњи број држава. 
Присутна је у следећим државама: Мексико, Никарагва, Гватемала, Хондурас и Белизе.

## Станиште
Станиште врсте су шуме. 

## Угроженост
Ова врста је на нижем степену опасности од изумирања, и сматра се скоро угроженим таксоном.